# Giblet Gravy
Giblet Gravy es el cuarto álbum de estudio del guitarrista de jazz nortemericano George Benson, grabado y lanzado en 1968 para el sello Verve. En este trabajo, con arreglos y dirección de Tom McIntosh, Benson estaba respaldado por un grupo de estrellas del jazz Ernie Royal, Pepper Adams, Johnny Pacheco, Billy Cobham, Ron Carter y Herbie Hancock.

## Antecedentes
Como recuerda Benson en su autobiografía publicada en 2014, para algunos, el cambio de Columbia Records a Verve Records fue un movimiento poco inteligente. Sin embargo, la discográfica fundada por Norman Granz, uno de los mayores hombres de negocios de la historia del jazz, tenía para él algo especial. A diferencia de Columbia, Verve no temía tener varios guitarristas en el sello, y en palabras de Benson: "Me uniría a gente como Tal Farlow, Barney Kessel, Kenny Burrell y Grant Green... por no mencionar a Wes Montgomery".
Verve tenía más músculo comercial y, desde 1961, la discográfica contaba con Creed Taylor, quien relanzó la carrera de Montgomery, lo puso al frente de una big band y su álbum de 1964 Movin' Wes se convirtió en el disco más vendido del guitarrista de Indianápolis hasta la fecha. A Benson le encantó la forma en que los productores de Verve manejaron la carrera de Wes: le permitieron tocar tanto con grupos pequeños como con grandes bandas. "Mantuvo a sus viejos fans, atrajo a nuevos y alcanzó un nivel de popularidad digno de talentos". Su llegada a Verve apuntaba a que Creed Taylor y su mano derecha, Esmond Edwards, veían a Benson como el próximo Wes Montgomery, que estaba a punto de dejar Verve.  Pero, según el propio Benson en su libro, "eso era halagador y blasfemo. Nadie era tan bueno como Wes, nadie era tan elegante o tan técnicamente competente". "No quería ser el próximo Wes Montgomery. Quería ser el primer George Benson. Además, solo había un Wes Montgomery, y nunca habría otro".
El primer disco de Benson para Verve, Giblet Gravy, fue toda una experiencia. "Nunca había hecho nada igual", confesaría el guitarrista. "Esta vez me tocó hacerme cargo de la sesión, subirme a la ola de trabajar con un gran conjunto. No tenía miedo. De hecho, me lo pasé en grande".  Esmond Edwards contrató al gran Tom McIntosh para que hiciera los arreglos con una mezcla de ritmos modernos, matices y colores pero aún con mucho espacio para el solista principal, y Benson tenía una gran afinidad con este tipo de álbum, «esos arreglos eran estupendos, inteligentes y con mucho swing, con algo para que todo el mundo disfrutara».
Los músicos eran de los mejores con los que Benson había tocado hasta el momento. Herbie Hancock al piano, Ron Carter y Bob Cranshaw alternándose al contrabajo y Billy Cobham a la batería acompañaban al guitarrista. Eric Gale le apoyaba a la guitarra y, cuando Benson pidió un percusionista, la discográfica le trajo a Johnny Pacheco."Y allí estaba yo con una big band y vocalistas de fondo que eran tan buenos que me hacían sentir como si fuera Charlie Parker grabando sus discos para la compañía de Norman Granz. No es que sonara como Charlie Parker, ni siquiera me acercaba, pero con toda esa gente de talento trabajando conmigo... Podía fingir serlo".

## Recepción y críticas
Para Richard S. Ginell de AllMusic, el trabajo de Benson en este álbum es "siempre de buen gusto e irresistiblemente melódico." 
Según el sitio 'FunkMySoul', Giblet Gravy, el debut de Benson en Verve, sigue siendo una de sus mejores exhibiciones de guitarra y ofrece una música deliciosamente rompedora. Hay una mezcla de pop contemporáneo, estándares de jazz y un par de excelentes temas de Benson. Uno de esos raros álbumes que los oyentes ocasionales y los fanáticos del jazz pueden disfrutar juntos.
El crítico Nat Hentoff, autor de los créditos de la contraportada del LP de 1968, considera que la interpretación de Benson en este álbum se caracteriza por su irresistible y ágil ritmo, que facilita la inmersión del oyente. En palabras de Hentoff:  "Su impacto es envolvente. Inyecta tanto sentimiento directo en lo que está haciendo que crea una corriente subterránea, arrastrando al oyente consigo." 

## Portada
La fotografía de la portadadel LP original de 1968, es de Daniel Kramer,muy conocido por ser el fotógrafo de Bob Dylan entre los años 1964-65. En la imagen se pude ver al guitarrista con su esposa Johnnie Lee, con la que se había casado en 1965.

## Lista de temas
| #  | Título               | Compositor/es                   | Duración |
| -- | -------------------- | ------------------------------- | -------- |
| 1. | "Along Comes Mary"   | Tandyn Almer                    | 2:59     |
| 2. | "Sunny"              | Bobby Hebb                      | 2:52     |
| 3. | "What's New?"        | Bob Haggart - Johnny Burke      | 5:29     |
| 4. | "Giblet Gravy"       | George Benson                   | 4:48     |
| 5. | "Walk on By"         | Burt Bacharach                  | 3:22     |
| 6. | "Thunder Walk"       | Harold Ousley                   | 4:40     |
| 7. | "Sack of Woe"        | Cannonball Adderley             | 3:06     |
| 8. | "Groovin'"           | Felix Cavaliere - Eddie Brigati | 2:42     |
| 9. | "Low Down and Dirty" | George Benson                   | 8:30     |

Temas adicionales en la edición en CD de 2000:
| #   | Título                           | Compositor/es  | Duración |
| --- | -------------------------------- | -------------- | -------- |
| 10. | "Billie's Bounce"                | Charlie Parker | 6:05     |
| 11. | "What's New?" - toma alternativa |                | 5:31     |
| 12. | "What's New?" - toma alternativa |                | 5:28     |

Grabado el 5-7 de febrero de 1968 en los estudios de grabación de A&R y de Capitol en Nueva York.
 *Tema 10: publicado originalmente en el LP Blue Benson (Polydor, 1976)
 *Temas 11 y 12: no publicados anteriormente

## Créditos
- George Benson – guitarra
- Herbie Hancock - piano (en 3, 6, 9-12)
- Ron Carter – contrabajo (en 1, 3, 6, 7-12)
- Johnny Pacheco – congas (en 1-3, 5-6, 8-12),  pandereta (en 4 y 7)
- Billy Cobham – batería (en 1-12)
- Ernie Royal – trompeta (en 1, 2, 4, 5, 7 y 8)
- Snooky Young – trompeta (en 1, 2, 4, 5, 7 y 8)
- Jimmy Owens – trompeta, fiscorno (en 1, 2, 4, 5, 7 y 8)
- Alan Raph – trombón bajo (en 1, 2, 4, 5, 7 y 8)
- Pepper Adams – saxofón barítono (en 1, 2, 4, 5, 7 y 8)
- Eric Gale – guitarra eléctrica (en 2, 4, 5 y 7)
- Carl Lynch – guitarra eléctrica (tema 1)
- Bob Cranshaw – contrabajo (temas 2, 4 y 5)
- Eileen Gilbert,  Albertine Robinson, Lois Winter– coros (temas 2 y 5)
- Tom McIntosh – director, arreglista (en 1, 2, 4, 5, 7 y 8)

## Producción
- Esmond Edwards - productor (LP)
- Nat Hentoff - notas del álbum
- Daniel Kramer - fotografía
- Diección artística (portada) - Acy R. Lehman